# Louxor, j'adore
Louxor, j'adore est une chanson de Philippe Katerine issue de l'album Robots après tout sorti en 2005. 

## Thème
La chanson est un clin d'œil à la boîte de nuit Le Looksor basée à Clisson, près de Nantes, où Philippe Katerine avait l'habitude de se rendre : « Le DJ était un type qui coupait le son assez régulièrement. Il ne prévenait pas, mais il le coupait. Ce qui rendait les gens nerveux ! Mais évidemment, on ne fait pas un meilleur moteur que la frustration. » Le chanteur n'oublie pas de rappeler que cette chanson a une morale, « contre ceux qui utilisent un peu trop leur pouvoir de dire oui ou non. »

## Accueil
Le single au style fantaisiste a rencontré un grand succès dans les pays francophones, en partie grâce à son clip vidéo humoristique tourné à Beaurepaire, en Vendée, ainsi qu'au gimmick « Je coupe le son... Et je remets le son ! » 
L'album Robots après tout dont est extrait le single est nommé en 2006 aux Victoires de la musique dans la catégorie album révélation de l'année.

## Anecdotes
- En 2007, le titre illustre une publicité pour le Crédit agricole[6].
- En 2008, le titre fait partie de la BO du film Paris de Cédric Klapisch.
- Depuis 2013, la chanson illustre une publicité pour l'enseigne Centrakor, transformée en « J'adore aller chez Centrakor[7]. »
- Créée en 1985, la discothèque Le Looksor ferme ses portes le 28 juillet 2018[8].
- En 2024, le titre fait partie de la bande-son du chapitre Festivité de la cérémonie d'ouverture des Jeux olympiques d'été à Paris[9].